# Charge-coupled device

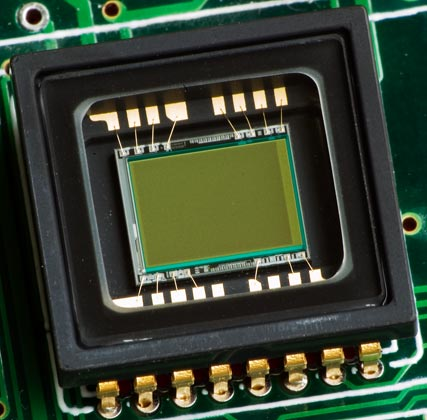
Barevné CCD v TV kameře s malým rozlišením

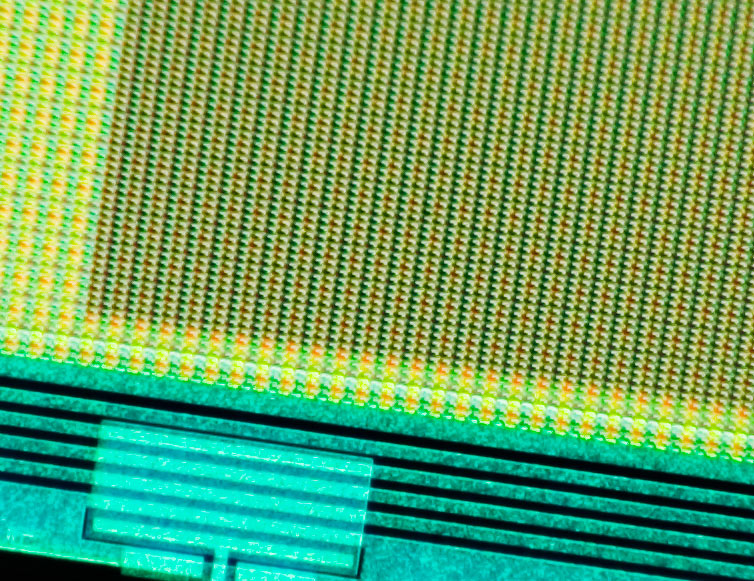
Detail téhož snímače (levý dolní roh) na kterém jsou patrné mikročočky a Bayerův filtr

CCD je elektronická součástka používaná pro snímání obrazové informace. Uplatnění má například ve videokamerách, digitálních fotoaparátech, faxech, scannerech, čtečkách čárových kódů, ale i řadě vědeckých přístrojů, jakými jsou například astronomické dalekohledy (včetně Hubbleova dalekohledu).
Zkratka CCD pochází z anglického Charge-Coupled Device, což v překladu znamená zařízení s vázanými náboji.

## Historie
CCD vynalezli Willard Boyle a George E. Smith v Bellových laboratořích v roce 1969. Roku 2009 za tento vynález dostali Nobelovu cenu za fyziku. Vynález se váže k vývoji určitého typu paměťového registru, který v podstatě funguje jako CCD bez přístupu světla, respektive CCD není nic jiného než posuvný registr vystavený působení světla.
Když v únoru 2006 získali Boyle a Smith za tento svůj převratný vynález ocenění Americké národní akademie ve výši $500 000 (po několika předchozích oceněních v rámci celého světa), Boyle vzpomněl, že práce na vynálezu CCD fakticky trvala zhruba pouhou hodinu, kdy nejprve se Smithem načrtli na tabuli několik obrázků, a pak prostě šli do laboratoře první jednoduché CCD zrealizovat.
- V roce 1970 Bellovy laboratoře postavily na světě první kameru, která používala polovodičový obrazový snímač.
- V roce 1975 demonstrovali první kameru s obrazovou kvalitou dostatečnou pro televizní vysílání. Bryce Bayer, vývojář firmy Kodak, publikoval Bayerův filtr. Byla to mozaiková matnice senzorů CCD v barevné fotografii.
- Od roku 1983 se CCD používají v astronomických kamerách. Díky jejich vlastnostem, zvláště pak výrazně vyšší citlivosti a nižšímu šumu ve srovnání s fotografickými filmy, bylo v astronomii dosaženo řady průlomových pozorování a objevů.

## Princip činnosti
CCD využívá podobně jako všechny ostatní světlocitlivé součástky fyzikálního jevu známého jako fotoefekt. Tento jev spočívá v tom, že částice světla foton při nárazu do atomu dokáže převést některý z jeho elektronů ze základního do tzv. excitovaného stavu.
Odevzdá mu přitom energii {\displaystyle E=\mathbf {h} \nu }, kde {\displaystyle \nu } je frekvence fotonu (u viditelného světla v řádu stovek THz) a {\displaystyle \mathbf {h} } je tzv. Planckova konstanta.
V polovodiči se takto uvolněný elektron může podílet na elektrické vodivosti respektive je možno ho z polovodiče odvést pomocí přiložených elektrod, tak, jak se to děje například u běžné fotodiody. Ta proto po dopadu světla vyrábí elektrický proud. Stejně fungují i fotočlánky, které se používají jako zdroj elektrické energie.
U CCD je ovšem elektroda od polovodiče izolována tenoučkou vrstvičkou oxidu křemičitého SiO2, který se chová jako dokonalý elektrický izolant, takže fotoefektem uvolněné elektrony nemohou být odvedeny pryč.
Činnost CCD se skládá ze tří fází:

### Příprava CCD
Během této fáze jsou z CCD bez přístupu světla odebrány všechny volné elektrony, čímž je z něj smazán jakýkoliv zbytek předchozího nasnímaného obrazu.

### Expozice obrazu
Na elektrody označené na obrázku číslem 1 se přivede kladné napětí a na CCD se nechá působit světlo (například v digitálním fotoaparátu se otevře závěrka). Dopadající fotony excitují v polovodiči elektrony, které jsou pak přitahovány ke kladně nabitým elektrodám. Po elektronech zbudou v polovodiči tzv. díry, které vůči svému okolí vykazují kladný náboj a ty jsou naopak přitahovány elektrodou na spodku CCD. Hranice pixelů jsou na obrázku znázorněny svislými tečkovanými čarami. Protože na pixel vlevo dopadlo více fotonů, je u jeho elektrody shromážděno více elektronů než u pixelu vpravo.

### Snímání obrazu
Animaci můžete zhlédnout ZDE
Po uzavření závěrky se začne na množiny elektrod 1, 2 a 3 přivádět trojfázový hodinový signál (existují i CCD se čtyřfázovým nebo naopak dvoufázovým čtením). To v praxi znamená, že na elektrodách 2 se začne pozvolna zvyšovat napětí, zatímco na elektrodách 1 se souběžně snižuje. Díky tomu jsou shluky elektronů přitahovány pod elektrody 2. Následně se celý děj opakuje mezi elektrodami 2 a 3, dále mezi 3 a 1 a tak stále dokola. Shluky elektronů z jednotlivých pixelů se tak posouvají přes sousední pixely směrem k výstupnímu zesilovači (na obrázcích vpravo). Tento zesilovač pak zesílí malý proud odpovídající počtu nachytaných elektronů v jednotlivých pixelech na napěťové úrovně vhodné pro další zpracování obrazu.

## Konstrukce CCD
Od svého vynálezu prodělalo CCD mohutný technický vývoj a vlastnosti moderních CCD jsou samozřejmě oproti vlastnostem CCD, které poprvé drželi v ruce Boyle a Smith, výrazně lepší. CCD prvky dělíme do dvou základních kategorií, a to lineární a plošné CCD.

### Lineární CCD

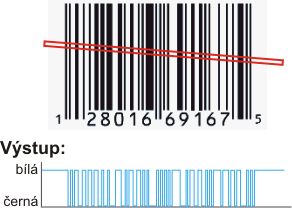
Snímání čárového kódu lineárním CCD

Lineární CCD jsou vhodná všude tam, kde nám stačí snímat pouze jednorozměrný obraz nebo se snímání ve druhém rozměru zajišťuje nějakým jiným způsobem.
Příkladem snímání jednorozměrného obrazu je třeba čtečka čárového kódu, která z čárového kódu sejme kteroukoliv řádku (nemusí být ani kolmá na čáry kódu) a na výstupu dá množinu pulzů odpovídající černým a bílým čarám v kódu. Ty se pak v počítači dále zpracují na odpovídající číslice.
Příkladem zařízení se snímáním dvourozměrného obrazu pomocí lineárního CCD je fax nebo scanner.
U těchto zařízení je snímání druhého rozměru obrazu zajištěno buďto mikroposuvem snímaného obrazu nebo samotného snímače případně pomocné optiky.
Například lineární CCD ve faxu sejme jednu řádku papíru, papír se o zlomek milimetru posune, CCD sejme druhou řádku, papír se posune atd. V běžných scannerech je naopak papír s předlohou nehybný a pod sklem scanneru se pohybuje osvětlovací výbojka, optika a lineární snímač CCD.

### Plošné CCD

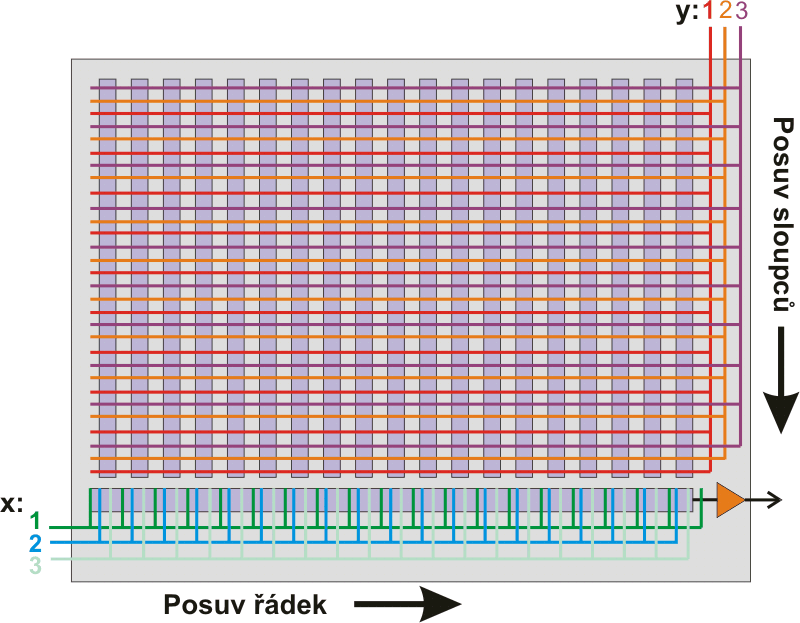
Základní konstrukce CCD pro snímání dvourozměrného obrazu

Ve většině zařízení (kamery, digitální fotoaparáty atd.) je ovšem třeba snímat dvojrozměrný obraz najednou.
Základní konstrukce dvojrozměrného CCD je pouhým spojením mnoha lineárních CCD na jediném čipu. Namísto toho, aby náboje na koncích řad vstupovaly do obrazových zesilovačů, vstupují ovšem do dalšího lineárního CCD, které je k řadám kolmé a tímto CCD teprve postupují k jedinému zesilovači na jeho konci.
Příklad takového uspořádání je na obrázku. Obraz se snímá tak, že se nejprve trojfázovým posuvem y vysune první pixel ze všech svislých CCD do spodního vodorovného. Z toho se pak opakovaným trojfázovým posuvem x celý řádek naposouvá k obrazovému zesilovači. Poté se dalším trojfázovým posuvem y posune druhý pixel ze všech sloupců do vodorovného CCD. Celý tento cyklus se opakuje dokud nejsou ze sloupců vyprázdněny všechny pixely.
Existuje ovšem celá řada daleko složitějších konstrukcí dvourozměrných CCD snímačů jejichž cílem je zlepšení užitných vlastností součástky (například zrychlení čtení).

## Snímání barevného obrazu
Až dosud byly popisovány černobílé CCD snímače. Barevný obraz se snímá pomocí CCD prvků v zásadě dvěma metodami. Buďto se použijí pro tři základní barvy R, G a B tři samostatné CCD snímače, před které se umístí barevné filtry, nebo se barevné filtry umístí v šachovnicovém vzoru přímo před jednotlivé pixely jediného CCD snímače.

### Tříčipové uspořádání
Toto uspořádání se používá zejména v profesionálních a poloprofesionálních TV kamerách, kde tolik nevadí větší velikost a hmotnost kamery.
Vzhledem k nutnosti přesného mechanického seřízení jemné optiky a přítomnosti tří CCD snímačů jsou tříčipové kamery výrazně dražší než jednočipové. Obraz v tomto uspořádání prochází od objektivu soustavou dvou polopropustných zrcadel s nanesenými barevnými filtry. Tato optická soustava ho rozdělí na obrazy pro tři CCD snímače.

### Barevný CCD snímač (jednočipové snímání)

Rozmístění barevných filtrů
v Bayerově uspořádání

Interpolace barev z Bayerova filtru

V digitálních fotoaparátech, menších amatérských videokamerách a řadě dalších zařízení se používá snímání barevného obrazu jediným CCD, na jehož jednotlivých pixelech jsou naneseny barevné filtry.
Nejčastějším je takzvané Bayerovo uspořádání těchto filtrů (nechal si ho v roce 1976 patentovat Bryce Bayer z firmy Eastman Kodak). Využívá toho, že lidské oko je nejcitlivější na žlutozelenou barvu a proto je informace o této barvě pro něj nejdůležitější. Proto také má Bayerův filtr dvojnásobný počet zelených buněk oproti buňkám červeným a modrým.
Obraz se z takovéhoto CCD načte běžným způsobem a teprve v dalších obvodech se plnohodnotné barvy jednotlivých pixelů interpolují z nejbližších pixelů jednotlivých barev RGB. Na obrázku žlutá kolečka představují plnobarevné pixely výsledného obrázku a šipky naznačují, ze kterých buněk Bayerova filtru byly interpolovány.

## Moderní CCD součástky

### Konstrukce
Buňky reálného CCD snímače jsou ve skutečnosti výrazně složitější než na výše uvedených nákresech. Základní polovodič musí mít v sobě pro správnou funkci vytvořeny oblasti dotované různými příměsemi, a buňky také musí být opatřeny dalšími pomocnými elektrodami. Některé slouží pro resetování CCD před vlastní expozicí, jiné mohou zajišťovat funkci elektronické závěrky. Tradiční mechanická závěrka je totiž výrobně velmi nákladná, proto většina spotřební elektroniky využívá u CCD pouze elektronickou závěrku.
Elektrody jsou na povrchu polovodiče většinou vytvořeny z napařeného hliníku, který se chová jako téměř dokonalé zrcadlo, a tedy většinu dopadajícího světla odráží. Tím se výrazně zmenšuje efektivní plocha buňky, protože na světlo citlivá jsou v polovodiči jen místa, nad nimiž nejsou elektrody. CCD tak má výrazně nižší citlivost než by umožňovala plocha křemíkového čipu, kdyby byla využita pro přeměnu světla na elektřinu celá. Z tohoto důvodu se v závěrečných fázích výroby přímo na čipu vytvářejí mikroskopické čočky (každá buňka má svojí), které alespoň trochu zvětšují efektivní plochu buněk.

### Velikosti a rozlišení CCD prvků

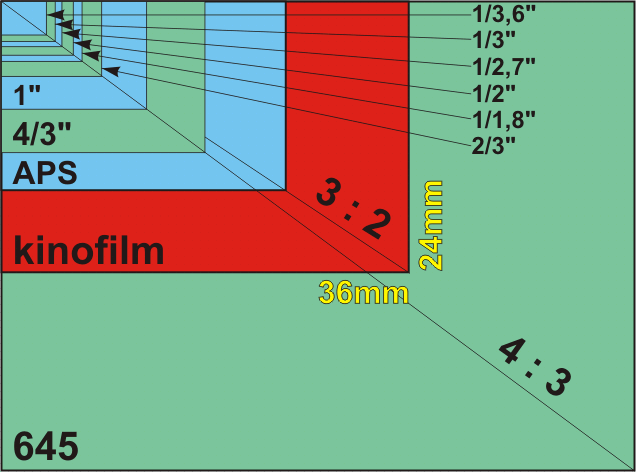
Poměr velikostí běžných CCD

Existuje celá řada používaných velikostí CCD snímačů, které se většinou udávají v palcových mírách. Tato konvence byla odvozena od snímacích elektronek používaných v televizních kamerách před vynálezem CCD snímačů – tzv. vidikonů. U vidikonů udávala míra vnější průměr skleněného válečku elektronky. Diagonála použitelné citlivé vrstvy pro snímání obrazu činila pouze cca 2/3 tohoto průměru. Tato konvence byla zachována i u CCD snímačů.
Základním měřítkem v běžné fotografii se stala velikost políčka tzv. kinofilmu, která je 36×24 mm.
Obrázek na kinofilmu má poměr stran 3 : 2. Oproti tomu poměry stran televizních obrazovek nebo počítačových monitorů jsou 4 : 3 a 16 : 9. Televizní kamery a amatérské digitální fotoaparáty proto používají většinou poměr stran snímače 4 : 3 (novější kamery 16 : 9), zatímco profesionální digitální fotoaparáty používají převážně poměr stran 3 : 2. Některé fotoaparáty mají poměr stran přepínatelný.
Počet použitelných buněk CCD prvku je vždy o něco menší než je jejich faktický počet. Jednak u barevného snímače jsou buňky v krajních řadách nepoužitelné kvůli Bayerově interpolaci, a jednak výrobci digitální elektroniky často nechávají na okrajích snímačů z různých konstrukčních důvodů ochranná pásma. Tabulka a obrázek ukazují velikosti běžně používaných CCD snímačů.
| Název  | diagonála | šířka    | výška    | š : v |
| ------ | --------- | -------- | -------- | ----- |
| 1/3,6" | 5 mm      | 4 mm     | 3 mm     | 4 : 3 |
| 1/3"   | 6 mm      | 4,8 mm   | 3,6 mm   | 4 : 3 |
| 1/2,7" | 6,592 mm  | 5,270 mm | 3,960 mm | 4 : 3 |
| 1/2"   | 8 mm      | 6,4 mm   | 4,8 mm   | 4 : 3 |
| 1/1,8" | 8,933 mm  | 7,176 mm | 5,319 mm | 4 : 3 |
| 2/3"   | 11 mm     | 8,8 mm   | 6,6 mm   | 4 : 3 |
| 1"     | 16 mm     | 12,8 mm  | 9,6 mm   | 4 : 3 |
| 4/3"   | 22,5 mm   | 18 mm    | 13,5 mm  | 4 : 3 |
| APS-C  | 30,1 mm   | 25,1 mm  | 16,7 mm  | 3 : 2 |
| 35mm   | 43,3 mm   | 36 mm    | 24 mm    | 3 : 2 |
| 645    | 69,7 mm   | 56 mm    | 41,5 mm  | 4 : 3 |

### Rozlišení snímače
Rozlišení se udává v megapixelech (neboli milionech obrazových bodů). Běžné CCD snímače dnešních[kdy?] digitálních fotoaparátů a kamer mají rozlišení od 1 do 12 Mpx, ale existují i snímače s rozlišením výrazně nižším (používané například v optických myších) nebo i vyšším (snímače typu 645 nebo snímače v různých vědeckých přístrojích, například astronomických dalekohledech, na družicích atd.).
CCD snímače mají ovšem i další vlastnosti (viz níže), a proto neplatí vžitý názor, že čím vyšší je rozlišení, tím je CCD prvek kvalitnější.

## Vlastnosti a vady CCD snímačů

### Dynamický rozsah

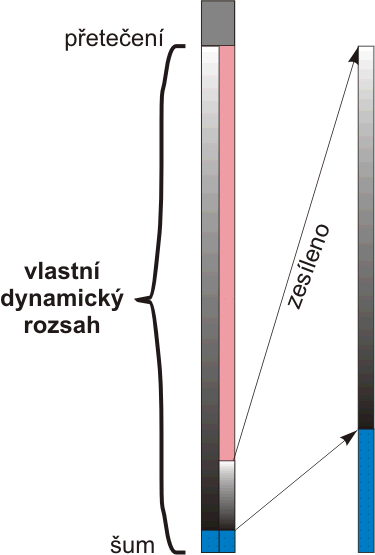
Dynamický rozsah snímače při základní a zvýšené citlivosti

Dynamický rozsah udává rozsah odstínů od nejčernější černé k nejbělejší bílé, kterou je ještě CCD snímač schopen rozlišit. Dynamický rozsah je z jedné strany limitován kapacitou každé buňky CCD (kolik elektronů vzniklých interakcí fotonů je schopna pojmout) a z druhé strany hladinou vlastního šumu buňky.
Šum vzniká z mnoha různých příčin, ale tou základní je tepelný pohyb krystalové mřížky polovodiče. Při něm se občas uvolní elektron bez jakéhokoliv působení fotonu. Takový elektron je pochopitelně přitažen k expoziční elektrodě, a přičítá se tak k hodnotě světelné expozice dané buňky. Protože okamžitá hodnota šumu se liší buňku od buňky a expozici od expozice, je nemožné z obrázků tento šum stoprocentně odstranit.
Dynamický rozsah běžných CCD snímačů odpovídá proto pouze 4–5 expozičním stupňům, zatímco kvalitní filmový materiál má tento rozsah okolo 6–7 expozičních stupňů.
K dosažení velkého dynamického rozsahu při přijatelné šumové úrovni je potřeba aby buňky snímače byly co největší (dosáhne se tak velké kapacity buňky a tím i zvětšení odstupu signálu od šumu). Proto malé formáty snímačů a/nebo snímače s vysokým rozlišením mají vždy výrazně horší šumové vlastnosti než snímače větší a s nižším rozlišením.
U vědeckých přístrojů se šum CCD snižuje chlazením prvku (obvykle tekutým dusíkem).
Mezi základní vlastnosti CCD snímače, které zajímají uživatele, patří mimo rozlišení také jeho základní citlivost. Udává se zpravidla jako tzv. ISO citlivost, což je veličina používaná v klasické fotografii pro citlivost filmového materiálu.
Digitální fotoaparáty jsou většinou vybaveny přepínačem citlivosti, který funguje jako zesilovač obrazového signálu s přepínatelným zesílením. Vzhledem k tomu, že hladina šumu je u CCD prvku konstantní, zvýšením citlivosti zesílením se zvyšuje mimo užitečného obrazového signálu i šum (na obrázku modrou barvou).

### Vinětace
Protože jednotlivé buňky CCD jsou vybaveny čočkami, dopadá na ně maximum světla pouze ze směru kolmého k rovině snímače. Jakmile dopadají paprsky jen mírně šikmo, je jejich účinnost zmenšená. Bohužel u běžného objektivu dopadají paprsky kolmo jen v prostředku obrazu a směrem ke krajům obrázku se jejich úhel zvětšuje. To se projeví jako postupné ztmavování obrazu směrem k okrajům. Z tohoto důvodu jsou na optiku pro digitální fotoaparáty kladeny, co se kolmosti paprsků týká, nároky daleko vyšší než na optiku filmových aparátů.

### Blooming
K tomuto jevu dochází při použití elektronické závěrky, pokud na některé pixely dopadne tolik světla, že přeteče jejich kapacita. Přebytečné elektrony se pak roztečou do okolních pixelů v řadě, takže okolo silného světla vzniknou na fotografii rovnoběžné čárky nepravidelných délek.